# Château de Cazeneuve
El castillo de Cazeneuve  (Château de Cazeneuve en francés) es un castillo museo, con un parque-jardín botánico a su alrededor, situado en Préchac, Francia.
El castillo  fue objeto de una clasificación en el título de los monumentos históricos en 1965.

## Historia
Este castillo fue propiedad del rey Enrique IV de Francia, el castillo real acumula una rica historia y una arquitectura impresionante. 
El castillo y el parque adyacente están clasificados como monumento histórico de Francia. Joya arquitectónica del siglo XVII en Aquitania a las puertas de Burdeos, el castillo de Cazeneuve fue bastión primero de Albret, después del rey de Navarra y del rey Enrique IV de Francia, siempre a la altura de la misma familia ducal de Sabran-Pontevès. 
Enrique IV heredó en 1572, el año de su matrimonio con Margarita de Francia. Y  Cazeneuve se le asignó como su residencia en espera de la anulación de su matrimonio. De naturaleza frívola y ligera, la reina era conocida por sus citas en la orilla del río Ciron. 
Ilustres monarcas también se alojaron en el castillo tal como Eduardo I de Inglaterra, junto con su esposa Leonor de Castilla, en 1287, el rey Luis XIII de Francia en su camino a Pau para firmar el Edicto de anexión, en 1620, y el rey Luis XIV de Francia en su camino para casarse con la infanta de España en Saint Jean de Luz. 
Esta antigua fortaleza medieval construida sobre un montículo primitivamente fundada en el siglo IX por la familia Albret y ampliado en el siglo XIV para construir una «ville» entera y hacerlo su residencia favorita, reserva una notable arquitectura renacentista del siglo XVII. 
El castillo sigue la forma de un polígono irregular, construido con vistas al desfiladero Ciron, rodeado por un foso defendido por dos torres y encierra entre sus paredes un Patio de Honor de dos niveles.

## Jardines
Los jardines actuales son un «à l'anglaise» y zona de bosque.
El gran parque con árboles centenarios le conduce a lo largo del desfiladero del Ciron hasta su famosa cueva.
El paseo por los restos de las fortificaciones de la ciudad vieja, la mota medieval en la confluencia de dos ríos y toma prestados los caminos de herradura a la fuente, y el palombière a la laguna con su isla de los pájaros, la cascada, el viejo molino, el lavadero y el bambú gigante. 
No es raro observar casualmente en un claro a venados, conejos silvestres, faisanes y otros animales salvajes.
Entre los especímenes vegetales son de destacar secuoyas, cedros del Líbano, arces, carpes, nogales, cerezos, con sotobosque de narcisos y  cyclamenes